# Halo (seriál)
Halo (také Halo: The Series) je americký akční sci-fi seriál, jenž je založen na stejnojmenné videoherní sérii. Vytvořili jej Kyle Killen a Steven Kane a produkují společnosti Showtime Networks, 343 Industries, Amblin Television, One Big Picture a Chapter Eleven. Seriál sleduje válku ve 26. století mezi Vesmírným velitelstvím Spojených národů a Covenantem, teokraticko-vojenskou aliancí několika vyspělých mimozemských ras odhodlaných vyhladit lidskou rasu. Je zasazen ve své vlastní časové linii zvané „Silver Timeline“ a není prequelem ani pokračováním videoher, pouze se inspiruje jejich ústřední kánonem a příběhem.
Pablo Schreiber a Jen Taylor se objevili v rolích Johna-117, přezdívaného Master Chief, a Cortany, přičemž tu namluvila původní dabérka z videoher. Další postavy ztvárnili Shabana Azmi, Natasha Culzac, Olive Gray, Yerin Ha, Bentley Kalu, Kate Kennedy, Charlie Murphy, Danny Sapani, Bokeem Woodbine a Natascha McElhoneová.
První řada byla vysílána od 24. března do 19. května 2022 na streamovací službě Paramount+. Druhá řada je ve vývoji.

## Obsazení

### Hlavní role
- Pablo Schreiber jako Master Chief Petty Officer John-117
  - Logan Shearer hraje dospívajícího Johna
  - Casper Knopf hraje dítě
- Shabana Azmi jako admirálka Margaret Parangosky
- Natasha Culzac jako Riz-028
- Olive Gray jako velitelka Miranda Keyes
- Yerin Ha jako Kwan Ha
- Bentley Kalu jako Vannak-134
- Kate Kennedy jako Kai-125
- Charlie Murphy jako Makee (1. řada)
  - Zazie Hayhurst hraje mladou Makee
- Danny Sapani jako kapitán Jacob Keyes
- Jen Taylor jako Cortana
- Bokeem Woodbine jako Soren-066
  - Jude Cudjoe hraje dospívajícího Sorena
- Natascha McElhoneová jako dr. Catherine Elizabeth Halsey

### Vedlejší role
- Burn Gorman jako Vinsher Grath
- Ryan McParland jako dr. Adun Saly (1. řada)
- Sarah Ridgeway jako Johnova matka
- Duncan Pow as Johnův otec
- Julian Bleach jako hlas Proroka milosrdenství (Prophet of Mercyhs)

### Hostující role
- Jamie Beamish jako Kaidon
- Keir Dullea jako admirál Lord Terrence Hood
- Jeong-hwan Kong jako Jin Ha

## Seznam dílů

### První řada (2022)
| Č. v seriálu | Č. v řadě | Původní název | Režie              | Scénář                             | Premiéra na Paramount+ |
| ------------ | --------- | ------------- | ------------------ | ---------------------------------- | ---------------------- |
| 1            | 1         | Contact       | Otto Bathurst      | Kyle Killen a Steven Kane          | 24. března 2022        |
| 2            | 2         | Unbound       | Otto Bathurst      | Kyle Killen a Steven Kane          | 31. března 2022        |
| 3            | 3         | Emergence     | Roel Reiné         | Kyle Killen a Steven Kane          | 7. dubna 2022          |
| 4            | 4         | Homecoming    | Roel Reiné         | Justine Juel Gillmer a Steven Kane | 14. dubna 2022         |
| 5            | 5         | Reckoning     | Jonathan Liebesman | Richard E. Robbins a Steven Kane   | 21. dubna 2022         |
| 6            | 6         | Solace        | Jonathan Liebesman | Silka Luisa a Steven Kane          | 28. dubna 2022         |
| 7            | 7         | Inheritance   | Jessica Lowrey     | Steven Kane                        | 5. května 2022         |
| 8            | 8         | Allegiance    | Jonathan Liebesman | Justine Juel Gillmer a Steven Kane | 12. května 2022        |
| 9            | 9         | Transcendence | Jonathan Liebesman | Steven Kane                        | 19. května 2022        |

### Druhá řada
Byla objednána druhá řada seriálu.

## Produkce

### Vývoj
Dne 21. května 2013 se Steven Spielberg stal výkonným producentem nového televizního seriálu založeného na herní sérii Halo. Distributorem se stala společnost Xbox Entertainment Studios a do produkce bylo zapojeno Amblin Television. Televizní seriál si prošel vývojovým peklem a jeho původní vydání v roce 2015 bylo přesunuto na rok 2019. Režisérem a výkonným producentem se v té době stal Rupert Wyatt. Vydání však bylo opět odloženo, nejprve na rok 2020 a nakonec na rok 2022. Kromě toho Wyatta v obou rolích nahradil Otto Bathurst.
Dne 28. června 2018 objednala stanice Showtime deset epizod seriálu. Kyle Killen se stal jeho showrunnerem, scenáristou a výkonným producentem, zatímco Rupert Wyatt byl najat na pozici režiséra a výkonného producenta. V srpnu bylo oznámeno, že se hlavním hrdinou seriálu stane Master Chief. Bylo také prozrazeno, že seriál bude vyprávět nový příběh, jenž se bude lišit od videoher, respektujíc však přitom jejich kánon. Dne 3. prosince Wyatt odstoupil z pozice režiséra a výkonného producenta kvůli nabytému rozvrhu. V únoru 2019 ho nahradil Otto Bathurst, když bylo ohlášeno, že Bathurst bude režírovat pilotní díl spolu s několika dalšími epizodami. Bylo také odhaleno, že se počet epizod snížil z deseti na devět. V březnu 2019 byl na pozici spoluscenáristy najat Steven Kane.
Dne 24. února 2021 byl seriál přesunut ze stanice Showtime na službu Paramount+. Prezident Showtimu Gary Levine uvedl, že seriál nezapadal do nabídky stanice a svou „velikostí a širokostí“ se lépe hodil pro službu společnosti Paramount. Dne 25. června bylo oznámeno, že Kane i Killen po dokončení první řady jako tvůrci seriálu končí. Killen odešel ještě před začátkem produkce, protože měl pocit, že není schopen plnit povinnosti showrunnera. Kane následně převzal otěže jako hlavní showrunner do doby, dokud nebudou dokončeny postprodukční práce. Pokud by však seriál získal druhou řadu, už by se nevrátil. V lednu 2022 výkonný producent Justin Falvey prozradil, že seriál může získat více řad a že by se David Wiener mohl stát showrunnerem druhé řady, přičemž Kane zůstane u seriálu jako konzultant.
Dne 15. února 2022, ještě před premiérou prvního dílu, služba Paramount+ objednala druhou řadu, jejímž showrunnerem a výkonným producentem se stal Wiener.

### Obsazení
Mezi dubnem a srpnem 2019 bylo oznámeno obsazení seriálu, v němž se v roli Master Chiefa představí Pablo Schreiber. Dále se k němu připojili Yerin Ha, Natascha McElhoneová, Bokeem Woodbine, Shabana Azmi, Bentley Kalu, Natasha Culzac a Kate Kennedy. V listopadu 2020 nahradila Jen Taylor McElhoneovou v roli Cortany.

### Hudba
Dne 14. února 2022 bylo oznámeno, že skladatelem hudby k seriálu je Sean Callery.

### Natáčení
Natáčení první řady seriálu začalo v říjnu 2019. V roce 2019 bylo na produkci seriálu vynaloženo 40 milionů dolarů. Pět natočených epizod bylo během pandemie covidu-19 znovu sestříháno, přičemž produkce šesté epizody a dotáčky se měly odehrát v kanadském Ontariu. Natáčení nakonec plně pokračovalo v listopadu 2020 v Budapešti. Celkový rozpočet produkce první řady, tedy včetně postprodukce, se odhaduje na 90–200 milionů dolarů.

## Vydání

### Marketing
První trailer na seriál byl odvysílán online v lednu 2022 během soutěže AFC Championship Game; zároveň odhalil datum vydání v březnu v témže roce.

### Vysílání
První dva díly měly předpremiéru 14. března na filmovém festivalu SXSW. Seriál pak měl oficiální premiéru 24. března 2022 na službě Paramount+. První epizoda se během prvních 24 hodin stala celosvětově nejsledovanější pilotní epizodou seriálu na Paramount+, ačkoli přesná čísla sledovanosti nebyla zveřejněna.